# Felicja Blumental
Felicja Blumental (* 28. Dezember 1908 in Warschau; † 31. Dezember 1991 in Tel Aviv) war eine polnisch-brasilianische Pianistin.

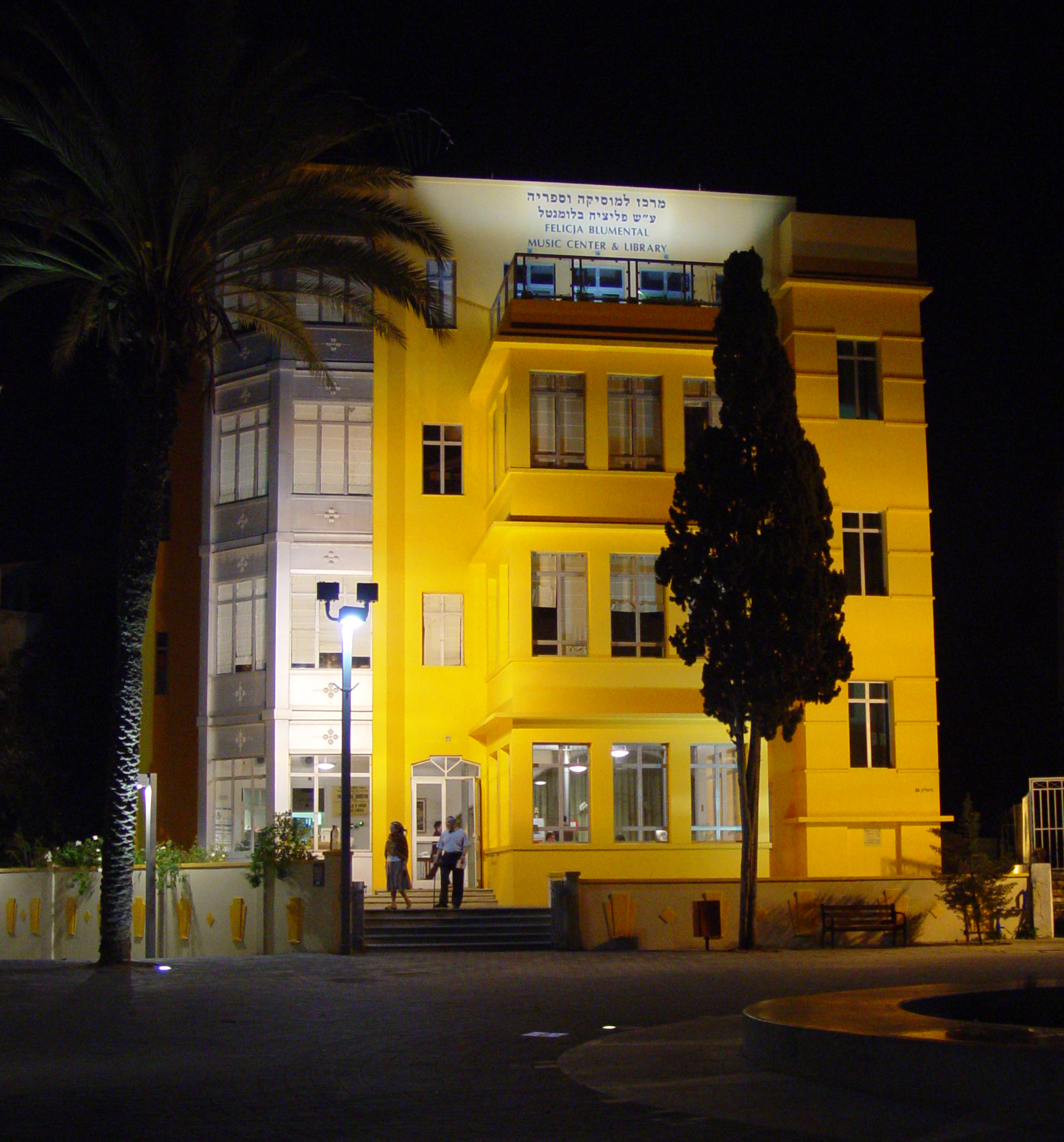
Das Felicja Blumental Music Center and Library-Gebäude in Tel Aviv

## Leben
Felicja Blumental wuchs als Tochter eines Violinisten in einer musikalischen Familie auf. Sie begann im Alter von fünf Jahren Klavierstunden zu nehmen und hatte ihr Debüt als Pianistin als Zehnjährige. Sie studierte am Konservatorium der Musikakademie Warschau und nahm Klavierunterricht bei Joseph Goldberg und Zbigniew Drzewiecki, einem Begründer des Internationalen Frédéric Chopin-Klavier-Wettbewerbs. Im Lesen von Kompositionen wurde sie vom Komponisten Karol Szymanowski unterrichtet. Später nahm sie in der Schweiz Privatunterricht bei Józef Turczyński, einem bekannten Chopin-Interpreten und -Lehrer.
Im Jahr 1938 zog sie mit ihrem Ehemann Markus Mizne zuerst nach Luxemburg, dann nach Nizza; 1942 mit der Tochter dann weiter nach Brasilien, um der zunehmenden Judenverfolgung in Europa zu entkommen. Sie wurde brasilianische Staatsbürgerin.  Einem erfolgreichen Debüt in Rio de Janeiro ließ Blumental Tourneen in Latein-Amerika mit über 100 Konzerten folgen. In ihrem weiteren Leben setzte sie sich für die Musik und Komponisten ihrer Wahlheimat ein.
1954 kehrte sie nach Europa zurück, wo sie in der Wigmore Hall debütierte. Zu ihrem außergewöhnlichen Erfolg in Zürich gratulierte ihr Yehudi Menuhin. Später wohnte sie in Mailand (ab 1962) und dann in London (ab 1973).
Felicja Blumental starb 1991 in Tel Aviv während einer ihrer vielen Konzert-Tourneen in Israel. Ihr Grab befindet sich im Friedhof Kiryat Shaul in Tel Aviv.
Ihre Tochter, die Klassische Sängerin (Sopran) Annette Celine, ist künstlerische Leiterin und Organisatorin des jährlich in Tel Aviv stattfindenden Felicja Blumental International Music Festival.
Im Tel Aviv Museum of Art befindet sich das 1957 von Tsuguharu Foujita gemalte Porträt von Felicja Blumental.

## Repertoire
In ihrem Repertoire war Felicja Blumental weitgefächert und experimentierfreudig; von portugiesischem Barock bis hin zu zeitgenössischen südamerikanischen Werken. Ihre zahlreichen Aufnahmen beinhalten viele Konzerte von vergessenen Komponisten wie Carl Czerny, Ferdinand Ries und John Field.  Heitor Villa-Lobos schrieb sein Piano Concerto No. 5 für sie. Sie war die Solistin bei der Welturaufführung mit dem Philharmonischen Orchester unter Jean Martinon am 8. Mai 1956 in der Royal Festival Hall, London. Das Konzert wurde auch in Paris aufgeführt, mit dem Komponisten als Dirigenten. Krzysztof Penderecki widmete ihr seine Partita für Cembalo und Orchester. Ihre Aufnahme dieses Werks erhielt 1975 den Schallplattenpreis der französischen Académie Charles Cros.
Unter ihren Konzertaufnahmen war eine Zusammenfassung von Beethovens Gesamtwerk für Solo-Klavier und Orchester, einschließlich zweier frühen Werke ohne Opus-Nummer, und auch Beethovens Arrangement für Klavier zum Violinkonzert.
Vor allem aber wird Felicja Blumental als bedeutende Interpretin von Frédéric Chopin unvergesslich sein. Von zierlicher Gestalt war sie eine Pianistin mit beträchtlicher Ausdruckskraft. Besonders ihre Aufnahmen der Mazurkas von Chopin sind einzigartige Interpretationen.